# Helene Stureborg
Helene Margaretha Stureborg, född den 7 november 1964, är en svensk dirigent och organist. 
Helene Stureborg studerade kyrkomusik vid Stora Sköndal 1983–1985. Därefter studerade hon vid Kungliga musikhögskolan i Stockholm och avlade organistexamen 1989 samt diplom i kördirigering 1993. Lärare i dirigering var bland andra Gustav Sjökvist, Eric Ericson och Kjell Ingebretsen.
Parallellt med olika tjänster som organist (Högalids församling, Täby församling och Oscars församling) började Stureborg 1990 som musiklärare vid Stockholms musikgymnasium. Under 1990–2011 var hon huvuddirigent för Luciakonserten i Globen. År 1994 blev hon dirigent för Kongl. Teknologkören vid KTH i Stockholm och innehade denna post fram till vintern 2002. Kören vann priser i både Cork och Budapest samt gav ut en CD (Jul... 1997).
Mellan 1996 och 2014 arbetade Stureborg som timlärare i dirigering och ensembleledning vid Kungliga Musikhögskolan (KMH). Hösten 2002 blev hon även dirigent för Stockholms Musikgymnasiums Kammarkör (SMK), en ensemble vid Kungsholmens gymnasium som under Stureborgs ledning vunnit ett antal priser och utmärkelser i Europa, bland annat i Marktoberdorf, Tours och Grand Prix i Maribor och Varna. Kören har under åren med Stureborg givit ut tre CD: God Jul (2003), Ave Maria (2010) och Awake, O North Wind (2016). 
Stureborg anlitas även som dirigent och repetitör för Radiokören och som coach och kursledare vid kör- och dirigentkurser i Sverige och utomlands.
Hösten 2011 grundades Helene Stureborgs kammarkör (HSK) av och med tidigare sångare ur SMK. Kören består av ca 30 körsångare. HSK firade femårsjubileum med att vinna körtävlingen i Cork, Irland, i maj 2016 och har anlitats som kör vid bland annat Chess in Concert - arena Tour, I Love Musicals (Jöback) Arena Tour, Ennio Morricone show i Stockholm och Köpenhamn och Hilding Rosenberg i Kassel. År 2018 deltog HSK i Grieg International Choir Competition och vann båda sina klasser och Grand Prix.
Stureborg var mellan år 2014 och 2017 ledamot i Musikverkets konstnärliga råd.
I oktober 2022 offentliggjordes att Stureborg slutar som musiklärare vid Stockholms Musikgymnasium, efter 33 år. Den 1 januari 2023 tillträdde hon som planeringschef för Radiokören.

## Utmärkelser
Årets körledare 2017.